# 베토 오로크

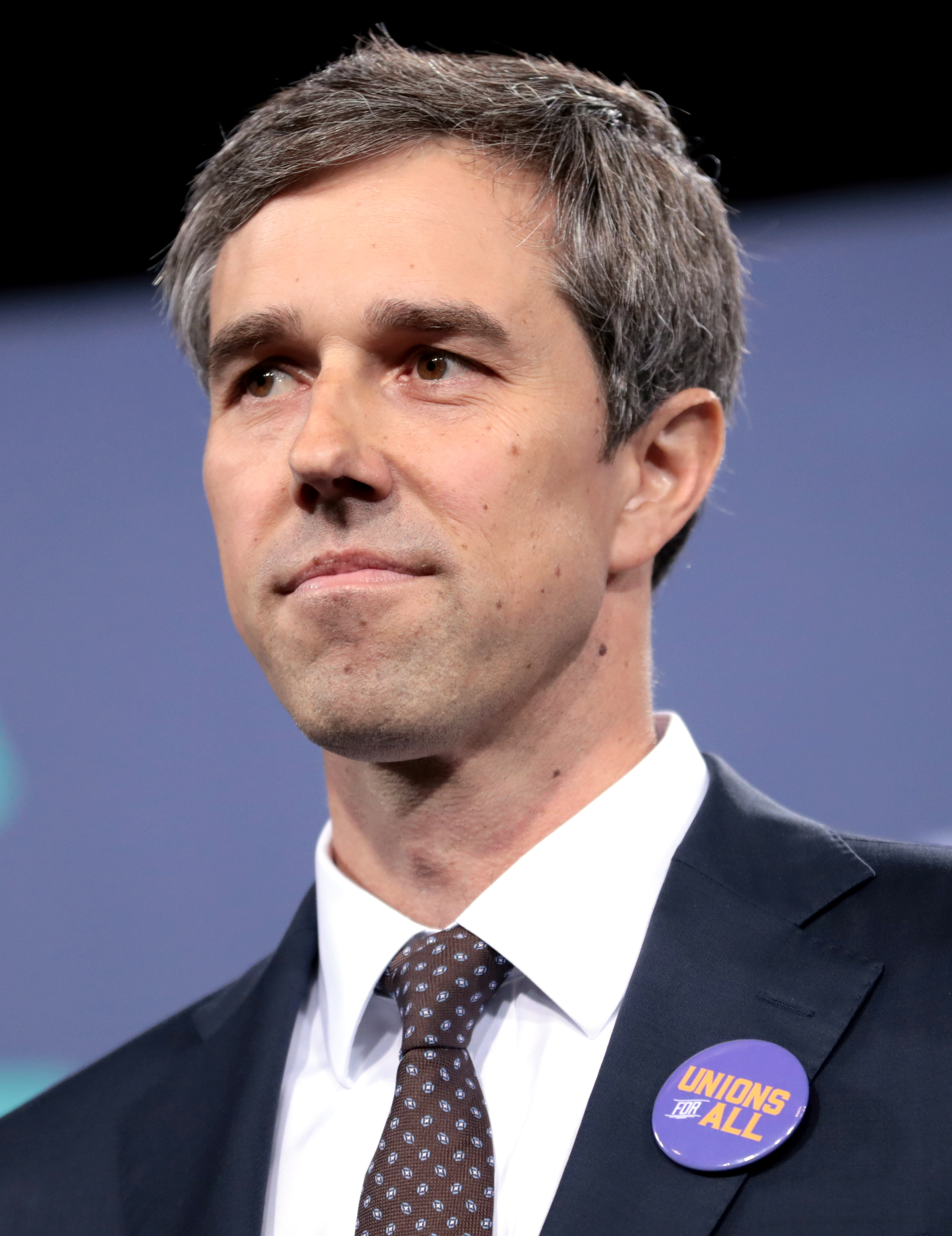

로버트 프란시스 오로크(영어: Robert Francis "Beto" O'Rourke , 1972년 9월 26일 ~ )는 고향인 엘 파소에서 활동했던 사업가였으며 미국의 정치인이다. 소속 정당은 민주당이다. 2013년 이후, 그는 텍사스의 16차 선거구에서 하원으로 선출되었다. 하원에 선출되기 전에 그는 엘파소 시의회 의원이었다. 2018년 중기 선거에서 그는 텍사스의 공화당 전통 철권 창고에서 상원 선거에 참여했으며 연방 상원 선거 캠페인에 대한 새로운 기록을 만들었다. 결과적으로 그는 48.3%의 표를 얻었지만 여전히 51%를 얻은 공화당 후보인 테드 크루즈에게 패배했다. 상원 의원을 역임했다. 2019년 3월 14일, 오로크는 2020년 대통령 선거에 참여한다고 발표했다. 2019년 11월 1일, 오로크는 2020년 대통령 선거에 더 이상 참여하지 않겠다고 발표했다.

## 생애
베토 오로크는 엘 파소의 정치인인 패트릭 오로크 카운티 판사의 아들이다. 2001년, 아버지는 자전거를 타면서 차에 치인 후 사망했다. 오로크는 2005년 에이미 후버 샌더스와 결혼했다. 부부는 두 아들과 딸 하나가 있다.
오로크는 같은 해 민주당 예비 선거에서 현재 대표 Silvestre Reyes를 물리친 후 2012년 하원 선거에서 승리했다. 의회에 선출되기 전, 오로크는 2005년 6월부터 2011년 6월 사이에 엘파소 시의회에 있었다.
2017년 3월 31일, 그는 상원 의원 후보를 발표했으며, 2018년 상원 선거에서 공화당 테드 크루즈에 직면했다. 테드 크루즈에 대한 투표의 선거에서 48.33%로 패배했다. 2022년 미국 상원에서 텍사스 의원 선거에서 43.86%로 패배 한 후, 미국 하원에서 오루크의 임기는 2019년 1월 3일에 만료되었다. 오로크는 베로니카 에스코바르 하원 의원이 당선돼어 현직 하원의원이다.

## 역대 선거 결과
| 선거명      | 직책명                       | 대수  | 정당   | 득표율 | 득표수      | 결과 | 당락                   |
| ----------- | ---------------------------- | ----- | ------ | ------ | ----------- | ---- | ---------------------- |
| 2005년 선거 | 시의원 (엘패소 제8선거구)    | 대    | 무소속 | 56.63% | 2,769표     | 1위  | 엘패소 시의원 당선     |
| 2007년 선거 | 시의원 (엘패소 제8선거구)    | 대    | 무소속 | 69.94% | 2,343표     | 1위  | 엘패소 시의원 당선     |
| 2012년 선거 | 하원의원 (텍사스 제16선거구) | 113대 | 민주당 | 65.42% | 101,403표   | 1위  | 텍사스주 하원의원 당선 |
| 2014년 선거 | 하원의원 (텍사스 제16선거구) | 114대 | 민주당 | 67.49% | 49,338표    | 1위  | 텍사스주 하원의원 당선 |
| 2016년 선거 | 하원의원 (텍사스 제16선거구) | 115대 | 민주당 | 85.73% | 150,228표   | 1위  | 텍사스주 하원의원 당선 |
| 2018년 선거 | 상원의원 (텍사스 제1부)      | 116대 | 민주당 | 48.33% | 4,045,632표 | 2위  | 낙선                   |
| 2022년 선거 | 텍사스 주지사                | 48대  | 민주당 | 43.86% | 3,553,656표 | 2위  | 낙선                   |